# ریچارد رورتی
ریچارد مک کی رورتی (به انگلیسی: Richard Rorty) (زادهٔ ۴ اکتبر ۱۹۳۱ – درگذشتهٔ ۸ ژوئن ۲۰۰۷)، از مهم‌ترین فیلسوفان تحلیلیِ معاصر و به‌عقیدهٔ برخی بزرگترین فیلسوف آمریکایی است. وی نظرات بدیعی در سنت پراگماتیستی ارائه کرده‌است. هرچند برخی او را به‌دلیل عقاید نسبی‌گرایانه‌اش پسامدرن دانسته‌اند، وی چنین عنوانی را نمی‌پذیرفت و آن را اساساً بی‌معنا می‌پنداشت. اگر بخواهیم دقیقتر ردهٔ رورتی را بیان کنیم باید او را فیلسوف پسا تحلیلی (post-analytical) عمل گرا بنامیم.

## زندگی
رورتی در ۴ اکتبر ۱۹۳۱ در شهر نیویورک و در خانواده‌ای چپ، اصلاح‌طلب و ضد استالینیسم متولد شد. بر طبق گفتهٔ خود خانوادهٔ او اگر تروتسکیست نبودند، لااقل سوسیالیست بودند. او در ۱۹۴۶ به دانشگاه شیکاگو راه یافت، جایی که شاگرد کسانی چون رودلف کارناپ، چالرز هارتسهورن و ریچارد مک‌کئون بود. در ۱۹۴۹ مدرک کارشناسی علوم انسانی و در ۱۹۵۲ کارشناسی ارشد خود را از همان دانشگاه دریافت کرد. رسالهٔ کارشناسی ارشد او پیرامون وایتهد و تحت نظر هارتسهورن به اتمام رسید. رورتی از ۱۹۵۲ تا ۱۹۵۶ بر روی رسالهٔ دکترای خود در دانشگاه ییل تحت عنوان «مفهوم عاملیت بالقوه» (به انگلیسی: The Concept of Potentiality) کار کرد و پس از دو سال خدمت در ارتش به استخدام کالج ولزلی درآمد.

### سفر به ایران
رورتی در خرداد ۱۳۸۴ و درحالی که هیچ اثری از او به فارسی برگردانده نشده بود به ایران رفت. زبان سادهٔ رورتی باعث شد تا محافل روشنفکری چندان از او استقبال نکنند. روزنامهٔ شرق در شمارهٔ ۳۰ خرداد ۱۳۸۴ نوشت: «نتیجه‌گیری شخصی و تحلیل‌های فردی آقای رورتی به چنان ساده‌اندیشی و یک‌سونگری تأسف‌باری دچار می‌شد که … این شبهه را پیش آورد که یا جناب رورتی… ایرانی‌ها و سواد اجتماعی و فلسفی آن‌ها را بسیار دست‌کم گرفته و بحثی مقدمانی را برایشان تدارک دیده یا سطح سواد و توقع ما آن قدر بالا رفته که در پایان جلسه مبهوت بمانیم و بگوییم این صحبت‌ها چه دردی از حسرت انزوای فلسفی ما کم کرد.»
هرچند دیهیمی - مترجم کتاب اولویت دموکراسی بر فلسفه - در یادداشتی در روزنامهٔ جمهوریت و گفتگویی در وقایع اتفاقیه به دفاع از رورتی پرداخت، لکن کمک چندانی به بهبود تصویر رورتی در میان اهل فلسفهٔ ایران نکرد.

## اندیشه‌های رورتی
محتوای رسالهٔ دکترا و کتاب اول رورتی (چرخش زبانی، ۱۹۶۷ - The Linguistic Turn) تحت تأثیر فلسفهٔ زبان بود. رورتی تحت تأثیر جان دیویی به پراگماتیسم متمایل شد. اثر بعدی او یعنی «فلسفه و آینهٔ طبیعت» تحت تأثیر ایده‌های پراگماتسیتی و فیلسوفان تحلیلی‌ای چون کواین و سلارز نگاشته می‌شود. در این اثر رورتی در مقابل ایدهٔ بازنمایانندگی (به انگلیسی: Representationalism) که بر تمامی پروژهٔ معرفت‌شناسی مدرنیته از دکارت و هیوم و کانت تا پوزیتویست‌های منطقی حکم‌فرما است موضع‌گیری می‌کند.

### رورتی و پراگماتیسم
ریچارد رورتی می‌گوید: در اعماق و درون ما چیزی جز آنچه که خود قرار داده‌ایم، وجود ندارد. نه معیاری که خود به وجود نیاورده باشیم، نه موازینی برای عقل، … و نه مبحثی جدی که تابع رسوم و رفتار ما نباشد (Rorty (1982:xliii)). از موضع‌گیری تندتر رورتی چنین بر می‌آید که فرد باید در کار ادامه گفتمان، خشنودتر از کار پی جویی حقیقت باشد. (rorty (1979:393))رورتی ضمن موافقت با فوکو و دریدا در این که زبان بازتابنده واقعیت نیست، باز هم از آن‌ها فراتر می‌رود و بر این نظریه پراگماتیک تأکید می‌کند که: حقیقت آن است که به کار آید.
رورتی به دلیل گرایش به پراگماتیسم معتقد بود نمی‌توان مرز قاطعی بین علوم طبیعی و اجتماعی، علوم اجتماعی و سیاست، سیاست، فلسفه و ادبیات قائل شد. از نظر او همهٔ حوزه‌های فرهنگ اجزای کوششی یگانه برای بهتر ساختن زندگی است؛ لذا با رویکرد پراگماتیستی شکافی میان نظریه و عمل نیست، چراکه «آنچه به نظریه موسوم است بازی با کلمه نیست، همواره عمل از پیش موجود است.»
رورتی معتقد است انسان‌ها این قابلیت را دارند که با هر نوع اعتقاد و طرز فکری، به یکدیگر اعتماد و برای بهبود اوضاع با یکدیگر همکاری کنند. وی باور داشت می‌توان به آمدن انسان‌هایی بهتر در آینده امیدوار بود. امکان این ناکجاآباد برای رورتی در آمریکا از دیگر جای‌ها محقق‌تر بود. با این وجود امید رورتی پس از حوادث ۱۱ سپتامبر به خاموشی گرایید. او نسبت به آیندهٔ غرب به بدبینی رسیده بود: «حتی آشویتس هم موفق نشد نسل‌های پس از جنگ را از این اندیشه منصرف کند که جهان هنوز می‌تواند با راهنمایی غرب، جلو برود و جوان‌تر شود… یازدهم سپتامبر ۲۰۰۱ به ما نشان داد که دیگر احتمال اینکه غرب بتواند نقشی در آینده جهان بازی کند وجود ندارد… تراژدی غرب مدرن آن است که پیش از آنکه بتواند آرمان‌های خود را تحقق بخشد، انرژی خویش را به انتها رساند. زندگی روحی و معنوی غربی‌های سکولار بر محور امید به تحقق آن آرمان‌ها شکل گرفته بود. حال که آن امید به تدریج از میان می‌رود، زندگی غربی‌ها نیز کوچک‌تر و حقیرتر می‌شود. امید آن‌ها محدود می‌شود به امور کوچک و جزئی. این امید، آرام آرام جای خود را به ترس می‌دهد.»
رورتی فلاسفهٔ مطرح جهان را به دو دسته تقسیم می‌کند. دستهٔ اول امثال دیویی، میل و رالز و هابرماس هستند. آن‌ها «بچه‌های خوبی» هستند زیرا سعی می‌کنند زندگی عمومی مردم را سروسامان دهند. اشکال آن‌ها در این است که زیاد خود را جدی می‌گیرند و خواندن آثارشان کسالت به‌بار می‌آورد. دستهٔ دوم امثال هایدگر، فوکو، دریدا و لیوتار، «بچه‌های شیطان و بازیگوشی هستند» که به‌درد زندگی خصوصی مردم می‌خورند. اشکال این دسته نیز این است که فکر می‌کنند به‌درد زندگی عمومی مردم هم می‌خورند.

### پاکسازی قومی و فلسفه اخلاق
ریچارد رورتی فلاسفه اخلاق را با عاملان پاکسازی قومی مقایسه کرده و معتقد است که فیلسوفان درمانی برای بیماری‌های اجتماعی و سیاسی نبوده، بلکه خود بخشی از مشکل هستند. به عقیده رورتی فلسفه - در پایه ای‌ترین شکل آن - منجر به محروم کردن برخی انسان‌ها از خصایص انسانی شده‌است. رورتی با شبیه خواندن رفتار فلاسفه، توماس جفرسون، رئیس‌جمهور آمریکا، و صرب‌هایی که مسلمانان را پاکسازی کردند می‌نویسد که «همانند صرب‌ها، آقای جفرسون تصور نمی‌کرد که حقوق بشر را زیر پا می‌گذرد. صرب‌ها فکر می‌کردند که کارشان در جهت منفعت بشریت است زیرا دنیا را از شبه‌انسان‌ها پاک می‌کنند. از این جهت، تصویری که آن‌ها از خود داشتند شبیه تصویر فلاسفه اخلاق است که امیدوارند که جهان را از تعصب و خرافات پاکسازی کنند. این پاکسازی به ما این امکان را می‌دهد که از حیوانیت خود فراتر رفته و برای اولین بار کاملاً منطقی و انسان بشویم.» رورتی معتقد است که همانگونه که فلاسفه فکر می‌کنند که کار خوبی انجام می‌دهند، عاملان پاکسازی قومی هم فکر می‌کردند که کار خوبی انجام می‌دهند. دلیل اینکه ما این افراد را وحشی می‌دانیم ساخته و پرداخته تاریخ فلسفهٔ ماست. درصورتی‌که عاملان پاکسازی قومی تنها در تلاش برای پاکسازی دنیا از شبه‌انسان‌ها بودند، و این گرایش به تقسیم‌بندی به «واقعی» و «شبه» در واقع ریشه در فلسفهٔ اخلاق دارد. رورتی با اشاره به پاکسازی قومی در کوزوو و هولوکاست، هرگونه تلاش برای فهم منطقی رفتار انسان را بیهوده و توهین‌آمیز خوانده، و معتقد است که ما باید پرسیدن این سؤال که چرا با حیوانات تفاوت داریم را متوقف کرده و فقط بگوییم که ما همدیگر را بهتر از حیوانات احساس می‌کنیم، و بهتر است که مفاهیمی متعالی مانند خدا، قانون طبیعی، یا تاریخ را رها کرده و به یکدیگر امید بورزیم.
رورتی به عنوان یک نوپراگماتیست، دموکراسی را مهم‌تر از فلسفه تلقی می‌کند. وی می‌گوید فلسفه زمانی کمک کرد که مردمان از ایستایی قرون وسطایی رهایی پیدا کنند ولی خود گویا می‌خواهد جای زندگی را بگیرد، به تحجّر تازه‌ای تبدیل بشود و ما را با سیستمی بسته از مقولات انتزاعی و ایستان بی‌ارتباط با پویایی زیست واقعی و بی‌اعتنا به زبان اجتماعی سرگرم کند.

## منتخبی از آثار
- فلسفه و امید اجتماعی، ترجمهٔ عبدالحسین آذرنگ و نگار نادری، نشر نی (عنوان اصلی: Philosophy and Social Hope، انتشارات پنگوئن، ۱۹۹۹)
- اولویت دموکراسی بر فلسفه، ترجمهٔ خشایار دیهیمی، طرح نو
- پیشامد، بازی و همبستگی، ترجمهٔ پیام یزدانجو، نشر مرکز، چاپ اول، ۱۳۸۵
- فلسفه و آینهٔ واقعیت، ترجمه مرتضی نوری
- جستارهایی دربارهٔ هایدگر، دریدا و دیگران ترجمه مرتضی نوری نشر شب‌خیز
- اخلاقی برای زندگی امروز: یافتن مبنایی مشترک میان فلسفه و دین، ترجمه علی سیاح، نشر چشمه
- صدق به چه کار می‌آید؟ مناظرهٔ ریچارد رورتی و پاسکال آنژل همراه چهار جستار دیگر در باب صدق ترجمه روح‌الله محمودی، نشر کرگدن